# Ulmen (Eifel)

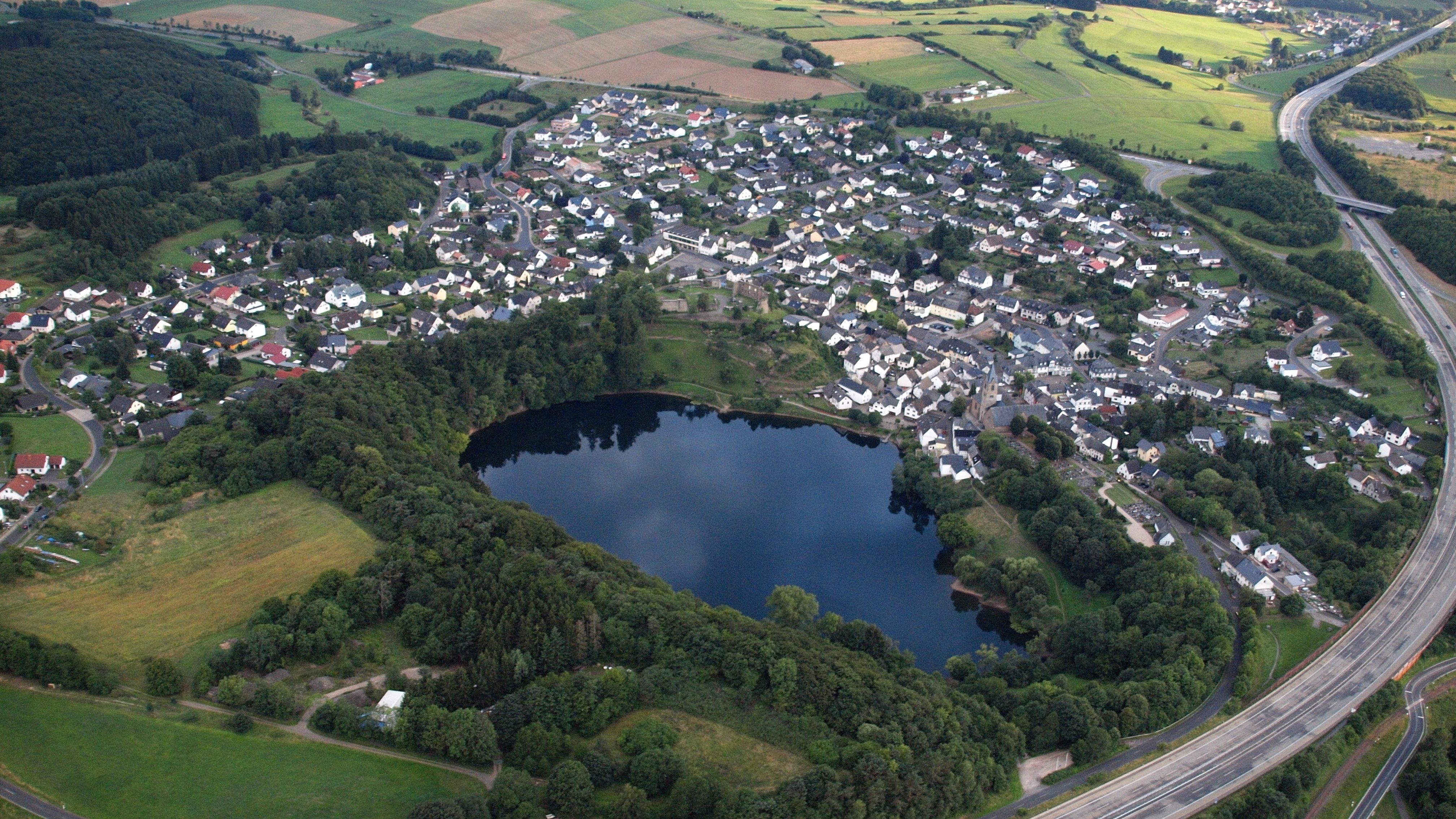
Ulmen (Eifel), Luftaufnahme (2015)

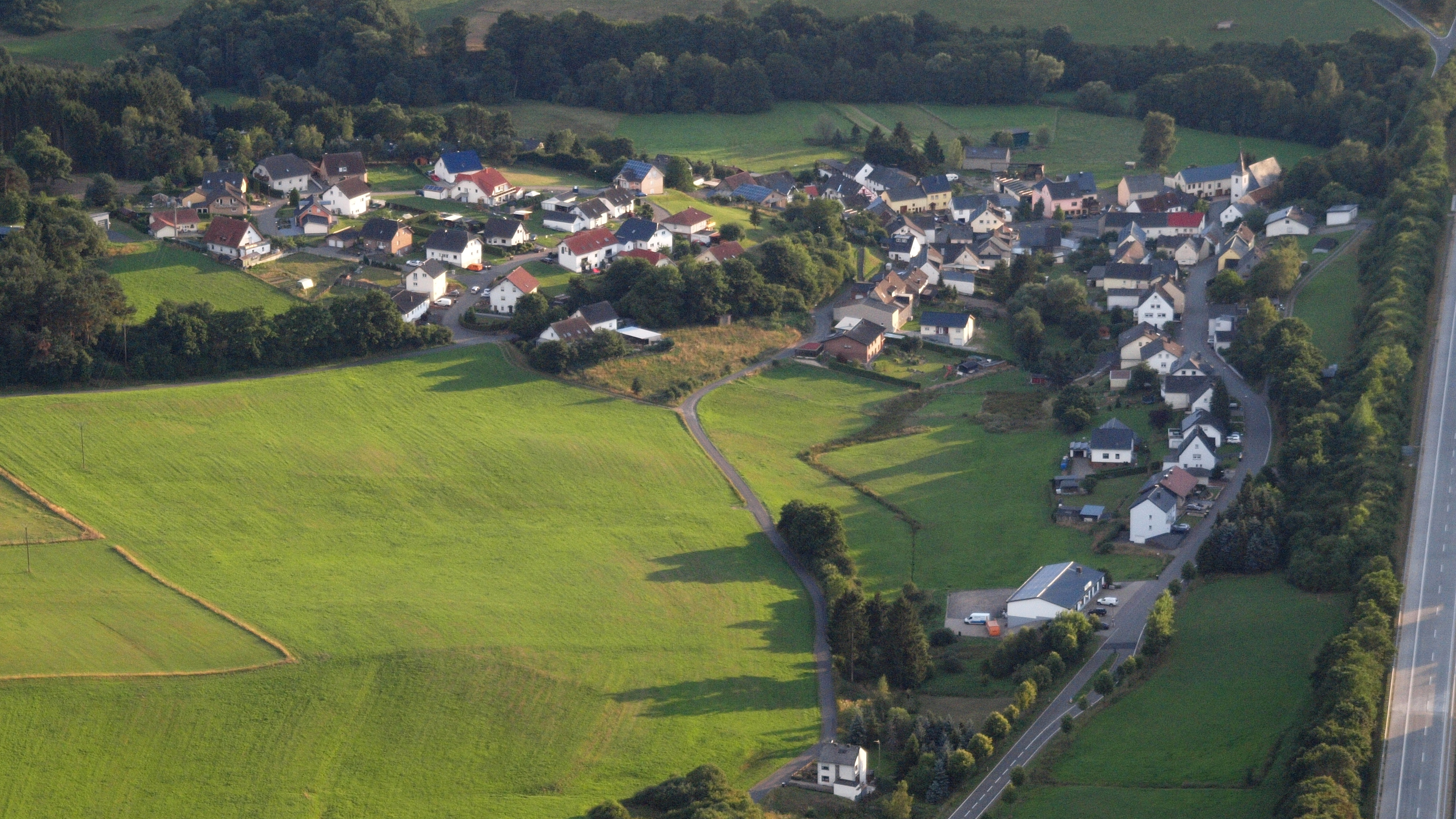
Meiserich, Luftaufnahme (2015)

Ulmen ist eine Stadt im Landkreis Cochem-Zell in der Eifel in Rheinland-Pfalz und Verwaltungssitz der gleichnamigen Verbandsgemeinde. Sie ist staatlich anerkannter Erholungsort und gemäß Landesplanung als Grundzentrum ausgewiesen.

## Geographie

### Lage und Stadtgliederung
Ulmen liegt im Osten des Natur- und Geoparks Vulkaneifel an der Bundesautobahn 48, etwa auf halber Strecke zwischen Koblenz und Trier. Der Ort gliedert sich in die Stadtteile Meiserich, Vorpochten und Furth sowie in die Wohnplätze Auderather Mühle, Forsthaus Hochpochten und Meiserichermühle.

### Geologie
Die Geologie des Stadtgebiets wird von zwei vulkanischen Kratern geprägt: dem an den historischen Ortskern und die Ulmener Burgen angrenzenden Ulmener Maar und dem 200 nördlich davon, jenseits der A 48 und etwa 10 m tiefer gelegenen Jungferweiher.
Das 37 m tiefe Ulmener Maar ist mit ca. 11.000 Jahren der jüngste Vulkan nördlich der Alpen. Dessen Aktivitäten sind in Tiefen von mehr als 4 Metern an aufsteigenden Gasblasen erkennbar. Das Maar hat keinen natürlichen Zu- oder Ablauf, zwei Stollen tragen jedoch zu einem konstanten Wasserspiegel bei. Wissenschaftliche Untersuchungen der Universität Trier ergaben, dass der ehemals als „Römerstollen“ bezeichnete Nordtunnel zwischen Maar und Jungferweiher tatsächlich nicht römischen Ursprungs ist, sondern im Hochmittelalter, etwa zwischen 1050 und 1250 gegraben wurde. Experten der Universität zufolge handelt es sich bei den beiden Ulmener Stollen um eine seltene, nördlich der Alpen sogar einmalige wasserwirtschaftliche Großanlage, die wahrscheinlich dem mittelalterlichen Mühlenbetrieb diente. Die Stadt strebt eine touristische Erschließung des Stollens an, und seit April 2023 ist der Römerstollen begehbar.
Beim Jungferweiher handelt es sich um ein 118.000 Jahre altes, ursprünglich verlandetes Maar. Mit 23 ha flächenmäßig wesentlich größer als das Ulmener Maar, ist der Weiher aber mit durchschnittlich 80 cm Tiefe wesentlich flacher. Ehemals als Fischteich für die Burgherren genutzt, trocknete das Gewässer im Verlauf der Jahrhunderte aus, so dass in den 1930er Jahren dort Torf gestochen wurde. 1942 wurde das Wasser der Sumpfwiesen erneut gestaut, um den Wasserpegel durch den Zulauf zum benachbarten Maar zu steuern. Der Nordteil des Weihers ist heute ein Schutzgebiet für seltene und bedrohte Vogelarten.
Möglicherweise hat sich unter dem Ort eine aktive Magmakammer gebildet.

## Geschichte
Erstmals erwähnt wurde Ulmen 1074, doch bezeugen merowingerzeitliche Gräber südlich der Burg eine ältere Besiedlung der Gemarkung. Bei den römischen Funden in der Hahnwiese wurde ein Alter von ca. 2.000 Jahren ermittelt. In Ulmen befindet sich ein Hügelgrab das ca. auf das Jahr 500 vor Christus datiert wird.
Ritter Heinrich von Ulmen nahm zu Beginn des 13. Jahrhunderts am vierten Kreuzzug teil, der mit der Eroberung Konstantinopels endete. Von dort brachte er Kostbarkeiten wie die Staurothek mit, ein Reliquiar mit Teilen des Heiligen Kreuzes, das heute im Dom von Limburg an der Lahn aufbewahrt wird. Seine Nachfolger wurden im 15. Jahrhundert dem Landfrieden des Erzstifts Trier unterworfen. In Kurtrier war der Ort Sitz des Amtes Ulmen. In den Kriegen König Ludwig, XIV. wurde Ulmen zweimal von französischen Truppen erobert und niedergebrannt. Beide Male wurden Burg und Ort wieder aufgebaut.
Ab 1794 stand Ulmen unter französischer Herrschaft. Nach der Niederlage Napoléons  wurde der Ort 1815 auf dem Wiener Kongress dem Königreich Preußen zugeschlagen und gehörte bis 1945 zur Rheinprovinz. Die Stadtrechte, die Ulmen 1376 von Kaiser Karl IV. erhalten hatte, gingen in preußischer Zeit verloren. Seit 1946 ist Ulmen Teil des damals neu gegründeten Landes Rheinland-Pfalz. Die Gemeinde Ulmen-Meiserich wurde am 1. Dezember 1970 in Ulmen umbenannt. Laut Beschluss des rheinland-pfälzischen Kabinetts vom 1. September 2009 wurde der Ortsgemeinde Ulmen am 2. Oktober 2009 wieder die Bezeichnung „Stadt“ verliehen.
Viele alte Gebäude zeugen heute noch von der historischen Vergangenheit von Ulmen. Im 19. Jahrhundert, als die unter napoleonischer Herrschaft konfiszierten Gebäude in preußisches Eigentum übergingen, ersteigerte ein Cochemer Bürger die Burg und nutzte sie als Steinbruch. Als Ulmen 1831 beinahe vollständig abbrannte, wurden die Häuser mit den Steinen der Burg wieder aufgebaut, die seither eine Ruine ist.
Im angrenzenden Wald findet sich eine alte Quelle, bei der angeblich römische und keltische Figuren gefunden wurden. Dieser Born wird „Dietzjes Bärechje“ genannt, was auf Kinderquelle zurückzuführen ist, denn seit Jahrhunderten beteten Frauen hier für eine gute Geburt und gesunde Kinder.

### Bevölkerungsentwicklung
Die Entwicklung der Einwohnerzahl Ulmens, die Werte von 1871 bis 1987 beruhen auf Volkszählungen:
| Ulmen: Einwohnerzahlen von 1815 bis 2024 | Ulmen: Einwohnerzahlen von 1815 bis 2024 | Ulmen: Einwohnerzahlen von 1815 bis 2024 | Ulmen: Einwohnerzahlen von 1815 bis 2024 | Ulmen: Einwohnerzahlen von 1815 bis 2024 |
| ---------------------------------------- | ---------------------------------------- | ---------------------------------------- | ---------------------------------------- | ---------------------------------------- |
| Jahr                                     |                                          |                                          |                                          | Einwohner                                |
| 1815                                     | 1815                                     |                                          | 801                                      | 801                                      |
| 1835                                     | 1835                                     |                                          | 1.069                                    | 1.069                                    |
| 1871                                     | 1871                                     |                                          | 1.000                                    | 1.000                                    |
| 1905                                     | 1905                                     |                                          | 1.159                                    | 1.159                                    |
| 1939                                     | 1939                                     |                                          | 1.286                                    | 1.286                                    |
| 1950                                     | 1950                                     |                                          | 1.391                                    | 1.391                                    |
| 1961                                     | 1961                                     |                                          | 1.930                                    | 1.930                                    |
| 1970                                     | 1970                                     |                                          | 2.341                                    | 2.341                                    |
| 1987                                     | 1987                                     |                                          | 2.295                                    | 2.295                                    |
| 1997                                     | 1997                                     |                                          | 2.921                                    | 2.921                                    |
| 2005                                     | 2005                                     |                                          | 3.243                                    | 3.243                                    |
| 2017                                     | 2017                                     |                                          | 3.340                                    | 3.340                                    |
| 2018                                     | 2018                                     |                                          | 3.335                                    | 3.335                                    |
| 2024                                     | 2024                                     |                                          | 3.432                                    | 3.432                                    |
|                                          |                                          |                                          |                                          |                                          |

## Politik

### Stadtrat
Der Stadtrat in Ulmen besteht aus 20 Ratsmitgliedern und dem Vorsitzenden.
Sitzverteilung:
| Wahl | SPD | CDU | FDP | BfU | WGR 1 | WGR 2 | Gesamt   |
| ---- | --- | --- | --- | --- | ----- | ----- | -------- |
| 2024 | 3   | 11  | –   | 6   | –     | –     | 20 Sitze |
| 2019 | 3   | 11  | –   | 5   | –     | 1     | 20 Sitze |
| 2014 | 6   | 9   | –   | 4   | –     | 1     | 20 Sitze |
| 2009 | 5   | 7   | –   | 5   | 2     | 1     | 20 Sitze |
| 2004 | 4   | 9   | 0   | 4   | 2     | 1     | 20 Sitze |

- BfU = Wählergruppe Bürger für Ulmen e. V.

### Bürgermeister
Thomas Kerpen (CDU) wurde 2014 Stadtbürgermeister von Ulmen. Bei der Direktwahl am 26. Mai 2019 wurde er mit einem Stimmenanteil von 90,24 % für weitere fünf Jahre in seinem Amt bestätigt. Bei der Bürgermeisterwahl am 9. Juni 2024 konnte sich Kerpen mit 84,8 % gegen Alois Pitzen (SPD) erneut durchsetzen. Die Wahlbeteiligung lag bei 58,1 %.
Kerpens Vorgänger Günther Wagner (SPD) hatte das Amt von 2009 bis 2014 ausgeübt.

### Städtepartnerschaft
Im Jahr 1994 nahmen Ulmen und die französische Gemeinde Lormes erste Kontakte zu einer Partnerschaft auf. Beide Gemeinden verbindet die Ulme (franz. „Orme“) im Ortsnamen. Die Partnerschaftsurkunden wurden am 23. Juni 1996 in Lormes unterzeichnet.

## Kultur und Sehenswürdigkeiten
Siehe auch: Liste der Kulturdenkmäler in Ulmen und Liste der Naturdenkmale in Ulmen

### Museen
- Schulmuseum mit einem nachgebildeten Klassenraum aus der Volksschule.

### Bauwerke
- Die Burg Ulmen, die heute nur noch als Ruine erhalten ist, wurde etwa um das Jahr 1000 erbaut, angeblich auf den Resten eines römischen Gebäudes, was jedoch nicht durch Funde belegt ist. Der heutige Zustand wird durch wenig geglückte Restaurierungsmaßnahmen gekennzeichnet, die die Originalsubstanz weitgehend verdecken.
- St.-Matthias-Pfarrkirche, erbaut im neoromanisch-gotischen Stil
- Ulmener Maar-Stollen, früher als Römerstollen bekannt, ist ein Stollen, der den Jungferweiher und das Ulmener Maar unterirdisch verbindet. Oberhalb des Stollens verläuft die Autobahn A 48. Zum Frühjahr 2023 wurde der Stollen für die Öffentlichkeit zugänglich gemacht und der Ulmener Bach, der ihn bis dahin durchfloss, unterirdisch verlegt.[19][20][21][22][23]

### Musik
- Spielmannszug Blau-Weiss 1952 Ulmen e. V.
- Musikverein Ulmen e. V., gegründet am 24. Januar 1969

### Sport
Der Sportverein Fortuna Ulmen e. V. wurde am 21. September 1921 gegründet und bietet aktiven Sport in den Abteilungen Aerobic, Damengymnastik, Männergymnastik, Fußball, Fußball AH, Leichtathletik, Rope Skipping, Tischtennis, Turnen und Volleyball.

### Regelmäßige Veranstaltungen
- Jährlich im Juli hat bis Ende der 2000er auf der Ulmener Burgruine das Burgfest stattgefunden.
- Alle zwei Jahre an ungeraden Jahreszahlen, z. B. 2015 findet jeweils am 3. Oktober das „Appelfest“ des Eifelvereins statt.

### Bilder von Sehenswürdigkeiten

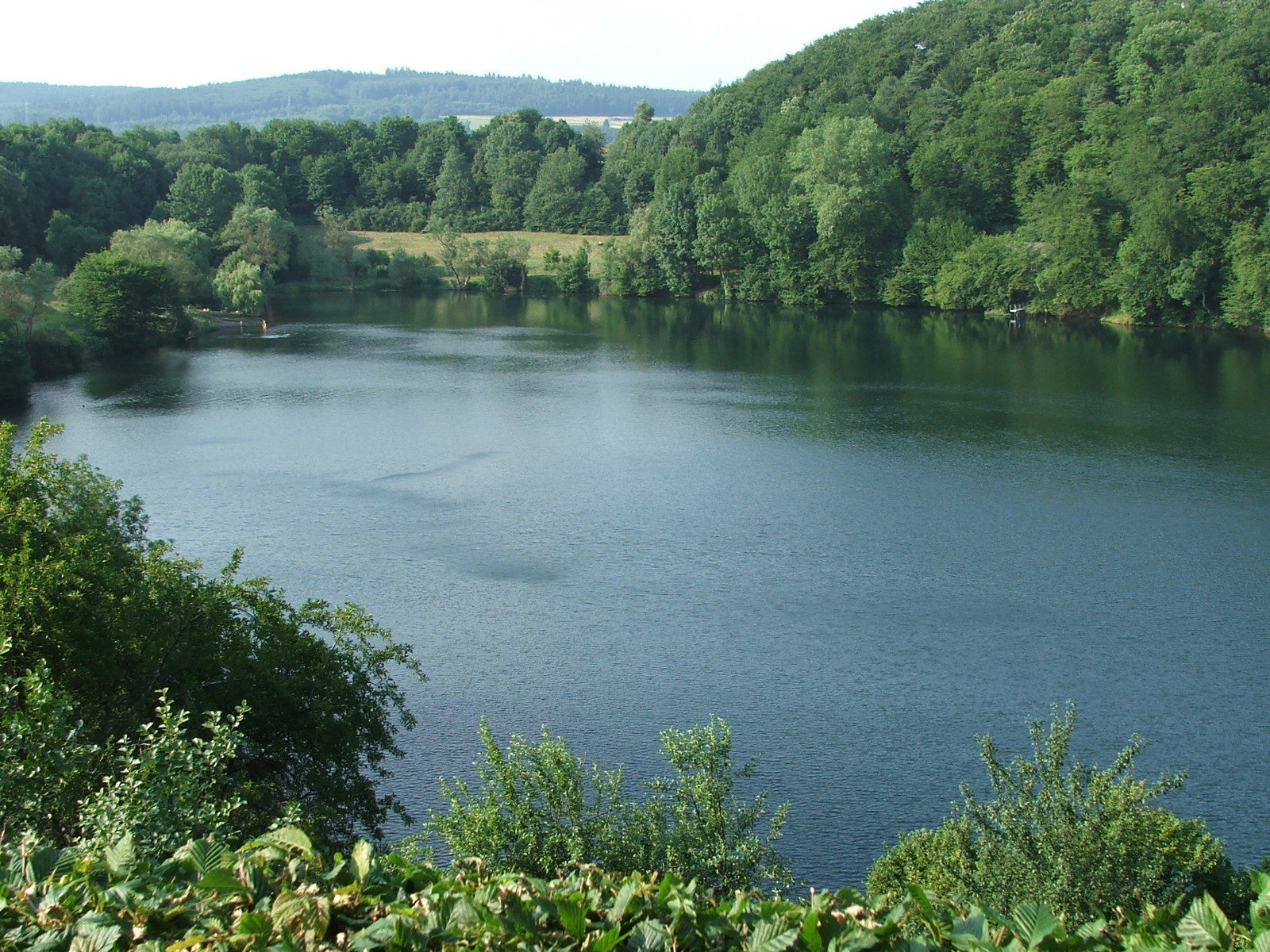
Ulmener Maar, von der Burg betrachtet
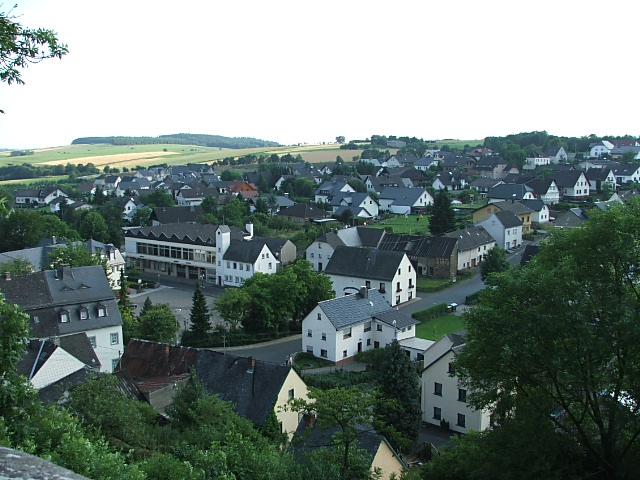
Ulmener Zentrum mit Marktplatz und Bürgersaal, von der Burg betrachtet
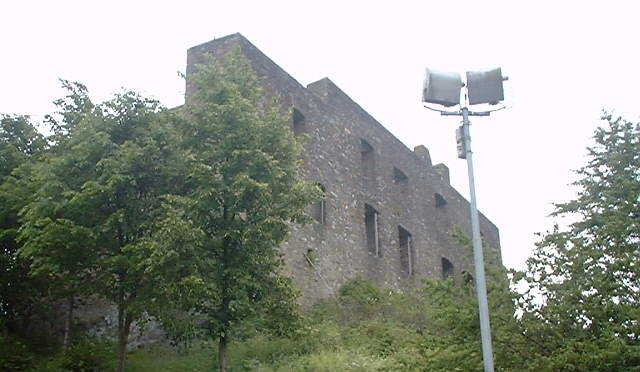
Front der Burgruine bei Ulmen
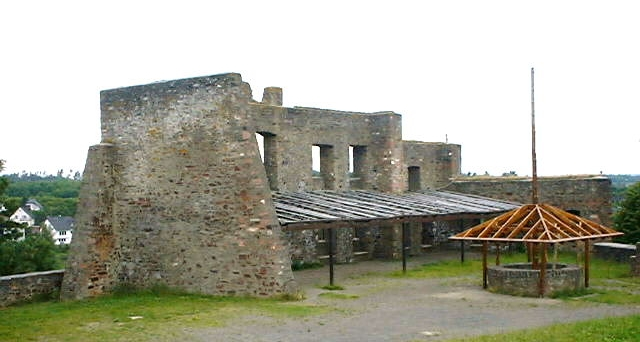
Innenansicht der Burgruine bei Ulmen
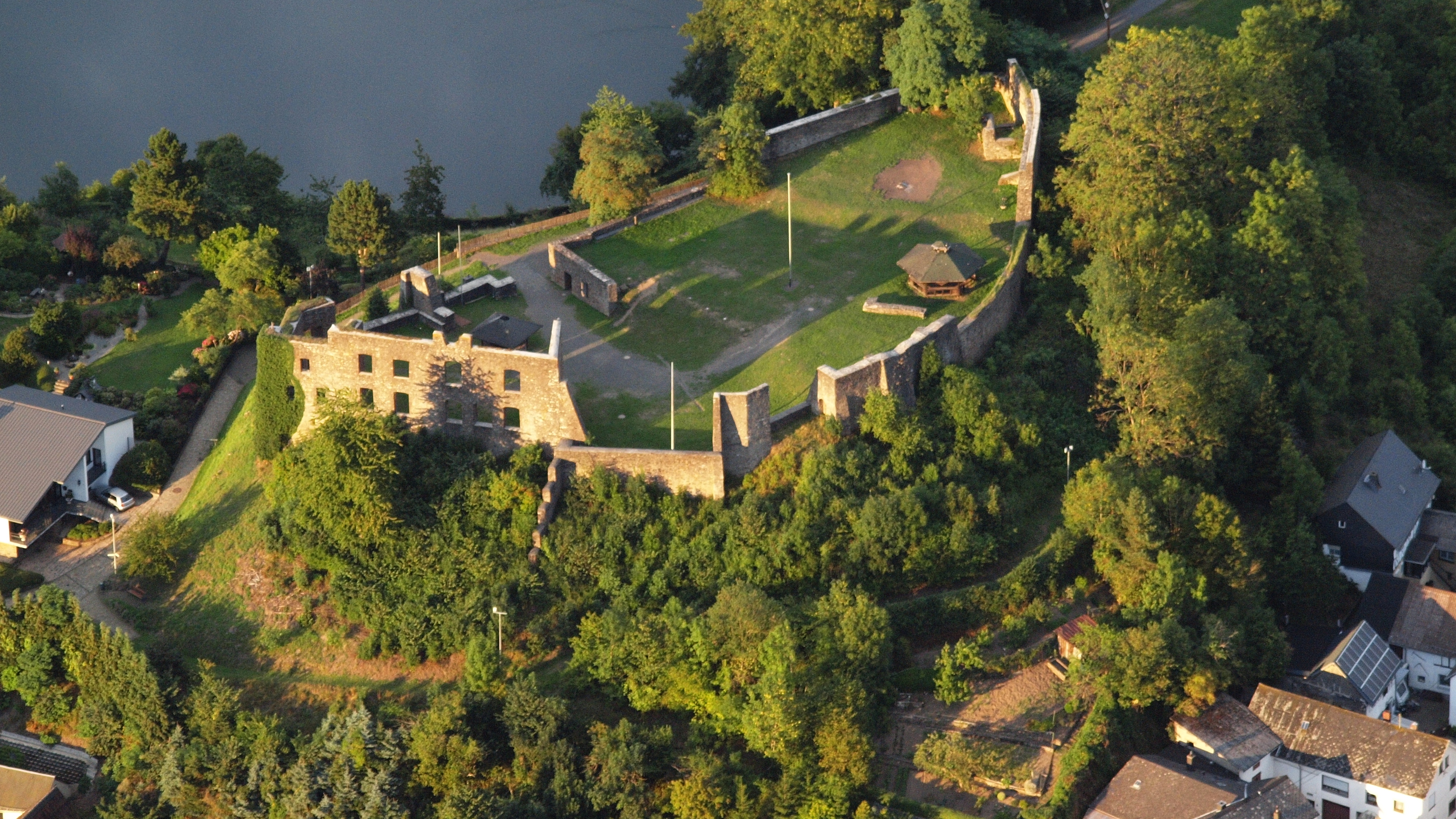
Burg, Luftaufnahme (2015)
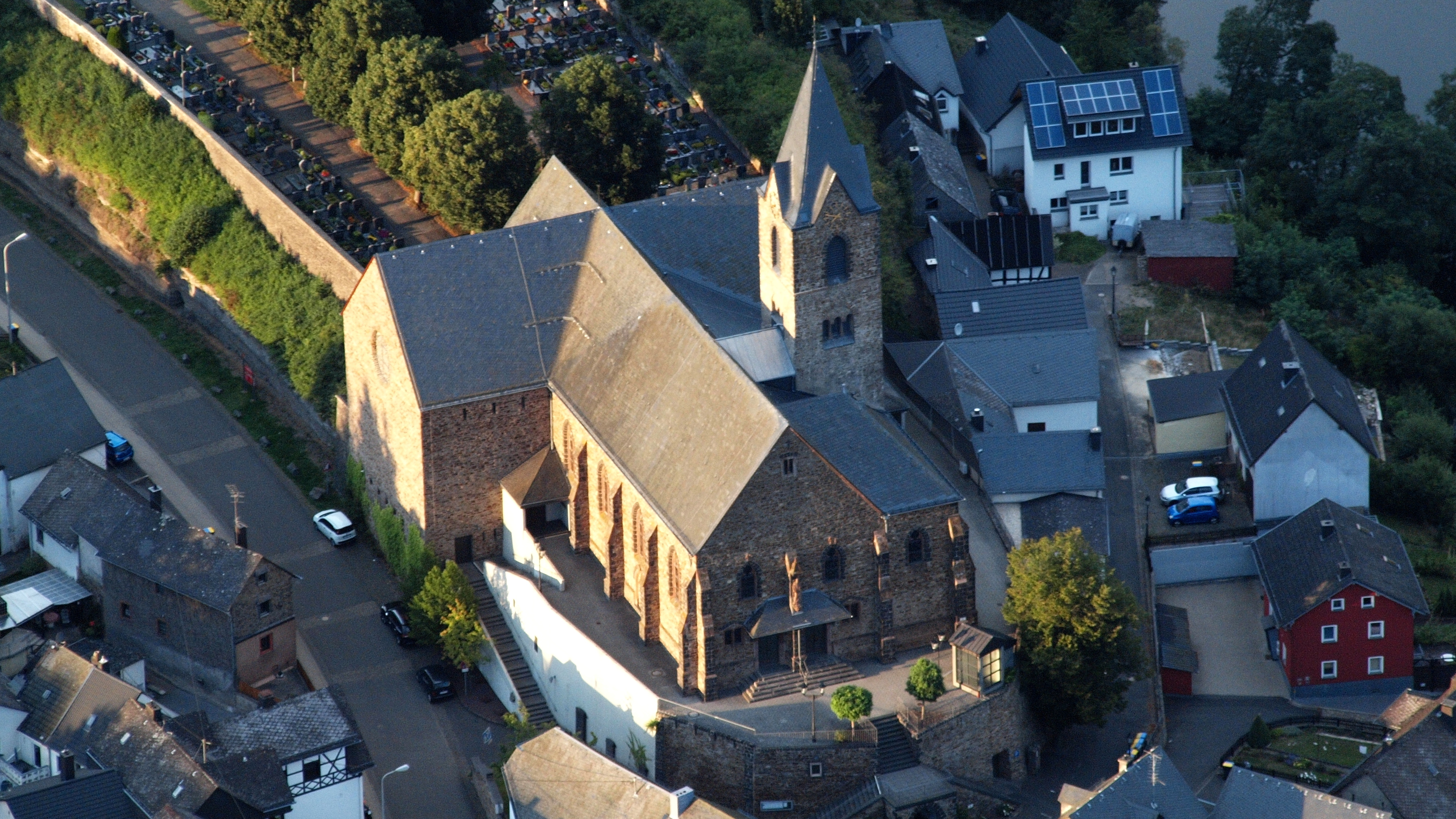
St.-Matthias-Pfarrkirche, Luftaufnahme (2015)

### Bildung
- Kindergarten Ulmen
- Grundschule Ulmen (seit dem Schuljahr 2013/2014 in Burg-Grundschule Ulmen umbenannt)
- Realschule plus Vulkaneifel Ulmen/Lutzerath

## Verkehr

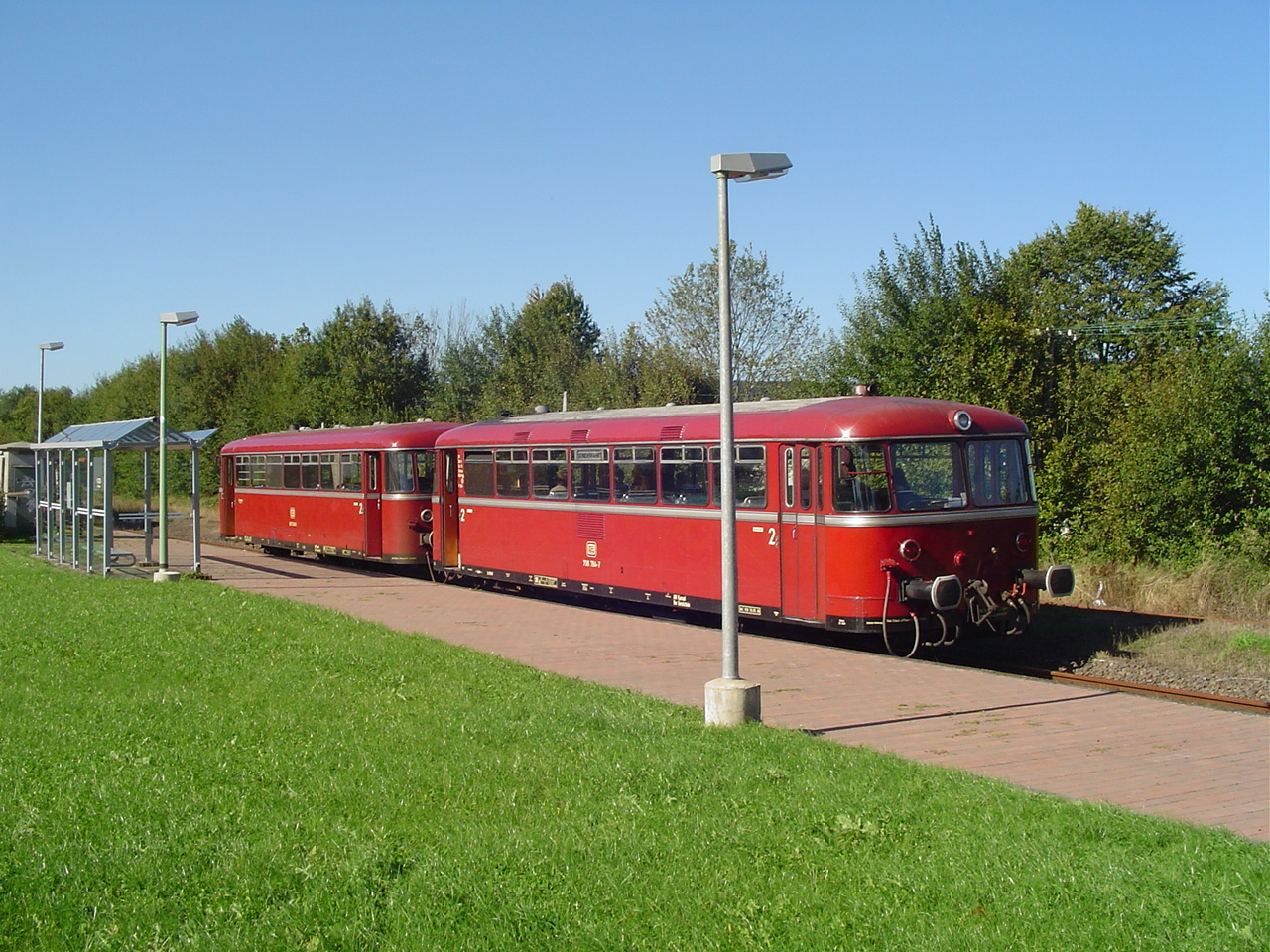
Der Bahnhof Ulmen mit touristischem Sonderzug der Vulkaneifelbahn

Ulmen befindet sich sowohl an der Bundesautobahn 48 als auch an den Bundesstraßen B 257 und B 259, welche Ulmen mit Cochem und dem Nürburgring verbinden. Per Bus sind Lutzerath, Cochem, Daun, Gerolstein, Mayen und Koblenz regelmäßig direkt erreichbar. Ulmen liegt an der Eifelquerbahn und besitzt einen stillgelegten Bahnhof. Der zu Ulmen gehörende Abschnitt ist seit 2013 außer Betrieb. Außerdem liegt Ulmen an der Vulkan-Rad-Route Eifel.

## Bundeswehrstandort
Ulmen war Standort der Eifel-Maar-Kaserne. Nachdem bekannt wurde, dass, entgegen vorheriger Wahlversprechen des damaligen Verteidigungsminister Volker Rühe (CDU), die ganze Kaserne geschlossen wird, fand die größte Demonstration in der Geschichte Ulmens statt: Am 20. März 1995 zogen rund 3.000 Teilnehmer in einem Fackelzug vom Bürgersaal zur Kaserne. Es blieb jedoch bei der Schließung der Kaserne. Am 27. Juni 1997 verließ der letzte Soldat die Kaserne. Das Gelände wurde im Rahmen einer Konversionsmaßnahme in „Eifel-Maar-Park“ umbenannt und ist seither in ziviler Nutzung.
Die Schule für Diensthundewesen der Bundeswehr wurde im April 2005 von Koblenz-Bubenheim in das ehemalige Munitionsdepot im Hochpochtener Wald bei Ulmen verlegt. Sie ist die zentrale militärische Ausbildungsstätte der Bundeswehr für Diensthunde und ihre Diensthundeführer (DHFhr). Im Rahmen der Feierlichkeiten zum 50-jährigen Bestehen der Schule für Diensthundewesen am 8. August 2008 wurde der bislang namenlosen Liegenschaft im Hochpochtener Wald im Rahmen eines feierlichen Appells der Name Gräfin-von-Maltzan-Kaserne verliehen. Dieser geht zurück auf die Tierärztin Maria Gräfin von Maltzan, welche im Dritten Reich trotz der Gefahr für das eigene Leben politisch Verfolgten half, zu überleben.
Die Ortsgemeinde Ulmen übernahm am 30. Januar 2009 die Patenschaft für diese in Deutschland einzigartige Bundeswehreinrichtung.

## Persönlichkeiten
- Margaretha von Ulmen († nach 1234), Äbtissin des Klosters St. Thomas an der Kyll
- Heinrich von Ulmen (um 1175–nach 1236), Ritter und Kreuzfahrer, brachte nach dem Vierten Kreuzzug Reliquienschätze aus Konstantinopel mit, unter ihnen auch die Limburger Staurothek.
- Paul Hoff (* 1956), Psychiater und Philosoph